# Ilona Bekesi
Ilona Békési (Budapest, Hungría, 11 de diciembre de 1953) es una gimnasta artística húngara, medallista de bronce olímpica en 1972.

## 1972
En los JJ. OO. de Múnich gana el bronce en equipos, tras la Unión Soviética y Alemania del Este, siendo sus compañeras de equipo: Zsuzsa Nagy, Mónika Császár, Márta Kelemen, Anikó Kéry y Krisztina Medveczky.